# Indochine (Film)
Indochine ist ein Spielfilm des französischen Regisseurs Régis Wargnier aus dem Jahr 1992. Das Drama basiert auf einem Originaldrehbuch von Wargnier, Érik Orsenna, Louis Gardel und Catherine Cohen und wurde von den Filmstudios Paradis Films, La Générale d’Images, Bac Films, Orly Films und Ciné Cinq in Zusammenarbeit mit u. a. Canal Plus produziert. Der Film gewann bei der Oscar-Verleihung im Jahr 1993 den Academy Award in der Kategorie bester fremdsprachiger Film.

## Handlung
Vietnam in den 1930er Jahren: Nachdem ihre Eltern gestorben sind, wird die kleine Camille, eine ehemalige Prinzessin, von der Plantagenbesitzerin Eliane Devries adoptiert. Damit vergrößert sich ihr Besitz an Kautschuk-Plantagen beträchtlich. Eines Tages entwickelt sich eine Romanze zwischen dem Offizier Jean-Baptiste Le Guen der französischen Marine und Eliane, die aber bald schon wieder ein Ende findet. Aber auch sonst sind die Zeiten für Eliane alles andere als ruhig. Trotz ihrer Akzeptanz bei der einheimischen Bevölkerung wird auch sie nicht von den Unruhen gegen die französischen Besatzer verschont. Bei einer Schießerei wird Camille scheinbar schwer verletzt und fällt in Ohnmacht. Wieder bei Bewusstsein, fällt ihr Blick auf Jean-Baptiste, der erste Hilfe leisten wollte, den sie für ihren Retter hält. Sie verliebt sich in ihn und will ihn anstelle ihres Verlobten Tanh, dem sie seit ihrer Kindheit versprochen ist, heiraten. Sie hat jedoch weder eine Ahnung von der Liebesaffäre zwischen Jean-Baptiste und Eliane, noch spürt sie, dass er keineswegs so empfindet wie sie. Sie verlässt Eliane wegen Jean-Baptiste, gibt damit das luxuriöse Leben als Alleinerbin einer der größten Kautschukplantagen Vietnams auf und schließt sich einer kommunistischen Widerstandsbewegung an. Es beginnt ein Liebesdrama, das durch den Volksaufstand gegen die Besatzer an Intensität gewinnt.

## Entstehungsgeschichte
Indochine war einer von drei im Jahr 1992 gedrehten französischen Filmen, der sich der Thematik Kolonialvietnams annahm. Im selben Jahr hatte Jean-Jacques Annaud Marguerite Duras’ preisgekrönten Roman Der Liebhaber aus dem Jahr 1984 verfilmt, der ebenfalls wie Régis Wargniers Film in den 1920er bzw. 1930er Jahren spielt. Pierre Schœndœrffer verfilmte unter dem Titel Die Schlacht von Dien Bien Phu mit Donald Pleasence in der Hauptrolle die entscheidende Schlacht während des ersten Indochinakrieges 1954 zwischen Frankreich und den Vietminh, die für ein freies Vietnam kämpften. Für seinen Film entwickelte Régis Wargnier gemeinsam mit den Drehbuchautoren Erik Orsenna, Louis Gardel, Catherine Cohen Szenario und Dialoge für ein Originaldrehbuch, das eine Liebesgeschichte vor dem Hintergrund des Indochinakrieges beschreibt. Die Großproduktion, die zum damaligen Zeitpunkt unter anderem mit Catherine Deneuve, Vincent Perez, Jean Yanne und Dominique Blanc die führende Schauspielerriege Frankreichs zusammenbrachte, verschlang eine Summe von 40 Mio. DM (ca. 20,45 Mio. Euro). Gedreht wurde der Film an Original-Schauplätzen in Vietnam sowie in Malaysia, in Luzern und am Genfersee in der Schweiz und in Frankreich. Für die Dreharbeiten wurde ein Eastman-35-mm-Farbfilm von Kodak verwendet sowie Kamera-Equipment von Panavision.

## Rezeption
Das Filmdrama feierte seine Premiere in Frankreich am 15. April 1992 und war seit dem 14. Mai 1992 auch in den deutschen Kinos zu sehen. In den USA startete Indochine am 23. Dezember 1992 in den Kinos und konnte hier einen Gewinn von 5,7 Mio. US-Dollar erzielen.
Die französischen Kritiker lobten Régis Wargniers Werk und auch international fand die Großproduktion Anerkennung, die manch ausländischer Kritiker als französisches Pendant zu Victor Flemings Vom Winde verweht betitelte. Neben der Ausstattung und der Kameraarbeit von François Catonné stand vor allem die Leistung des Schauspielensembles im Mittelpunkt, insbesondere Hauptdarstellerin Catherine Deneuve. Ihr einfühlsames Porträt der Plantagenbesitzerin Eliane stellte den bisherigen Höhepunkt ihrer Filmkarriere dar, und die Schauspielerin wurde nach Luis Buñuels Belle de Jour – Schöne des Tages (1967) und François Truffauts Die letzte Metro (1980) erneut für internationale Filmpreise berücksichtigt. Negative Stimmen attestierten Wargniers Inszenierung einen konventionellen Stil und fehlendes Tempo.

## Kritiken
- „‚Indochine‘ ist eine ambitionierte, hinreißende verpasste Chance – zu langsam, zu lang, zu gesetzt. Es ist kein erfolgreicher Film, und doch gibt es so viel Gutes in ihm, dass er es vielleicht trotzdem wert ist gesehen zu werden.“ (Chicago Sun-Times)[2]
- „Aufwendige Produktion, die es allemal mit den romantischen Fresken vom Format eines ‚Doktor Schiwago‘ aufnimmt“. (Cinema)
- „Ein durch die Darsteller und die subtile Fotografie überzeugendes Melodram, das allerdings zu konventionell inszeniert ist, um ein differenziertes Bild einer Kolonialherrschaft vermitteln zu können.“ (Lexikon des internationalen Films)[3]
- „Scheinbar von 1930 bis 1954 ohne einen Tag zu altern, durchläuft Miss Deneuve ‚Indochine‘ mehr als Beobachtende, denn als Teilnehmerin. Ihre Eliane/Marianne ist keine Verkörperung der Ideale der Französischen Revolution, sondern repräsentiert die Art von Chic, die man mit Coco Chanel und Yves Saint Laurent in Verbindung bringt […] ‚Indochine‘ bietet dem Publikum weitaus mehr Geschichte und vielseitigere Blicke auf die vietnamesische Landschaft, als man in ‚Der Liebhaber‘ erblicken kann, Jean-Jacques Annauds fein lakonischer Filmadaption des Marguerite-Duras-Romans, der auch in den 1930er Jahren in Vietnam spielt. Dennoch ruft ‚Der Liebhaber‘ subtile Wahrheiten über koloniale Verhältnisse wach, die durch die epische Extravaganz von ‚Indochine‘ begraben werden.“ (The New York Times)[4]
- „Als ein lethargischer Opiumtraum von Kolonialvietnam schaut ‚Indochine‘ mit einer grundlegend abstumpfenden intellektuellen Müdigkeit zurück auf den französischen Imperialismus. Aber anders als die sich der Länge nach hinstreckenden britischen Mea culpas, leistet dieser Film keine Abbitten für die, die sich der Kultur eines Landes bemächtigen. Die lebensüberdrüssigen Protagonisten dieses historischen Melodramas sehen sich nicht als Unterdrücker der Indochinesen, sondern führen ihnen die Creme der europäischen Zivilisation zu.“ (The Washington Post)

## Auszeichnungen
Bei der Verleihung der Oscars am 29. März 1993 im Dorothy Chandler Pavillon in Los Angeles war Indochine für zwei Oscars nominiert. Während Catherine Deneuve sich als Beste Hauptdarstellerin Emma Thompson (Wiedersehen in Howards End) geschlagen geben musste, wurde Régis Wargniers dritter Langspielfilm mit dem Oscar als beste fremdsprachige Produktion des Jahres ausgezeichnet. Für Frankreich war es in 36 Jahren die 28. Nominierung in dieser Kategorie und der neunte Oscar. Das Drama hatte bereits in dieser Kategorie den Preis der National Board of Review und den Golden Globe Awards 1993 gewonnen. Bei der Verleihung des wichtigsten französischen Filmpreises, des César, galt Indochine mit zwölf Nominierungen als Favorit. Der Film wurde mit fünf gewonnenen Césars erfolgreichster Film des Abends, unterlag jedoch in der Kategorie Bester Film Cyril Collards AIDS-Drama Wilde Nächte. Unter den Honorierten waren unter anderem Catherine Deneuve und Dominique Blanc, die sich als Beste Haupt- bzw. Nebendarstellerin gegen die Konkurrenz durchsetzen konnten. Ein Jahr später war Indochine auch für den British Academy Film Award als beste nicht-englischsprachige Produktion nominiert, musste sich aber Chen Kaiges Drama Lebewohl, meine Konkubine geschlagen geben.

### Oscar 1993
- Bester fremdsprachiger Film
- nominiert in der Kategorie Beste Hauptdarstellerin (Catherine Deneuve)

### British Academy Film Awards 1994
- nominiert als Bester nicht-englischsprachiger Film

### Golden Globe Awards 1993
- Bester fremdsprachiger Film

### César 1993
- Beste Hauptdarstellerin (Catherine Deneuve)
- Beste Nebendarstellerin (Dominique Blanc)
- Beste Ausstattung
- Beste Kamera
- Bester Ton
  - nominiert in den Kategorien
    - Bester Film
    - Beste Regie
    - Bester Nebendarsteller (Jean Yanne)
    - Beste Nachwuchsdarstellerin (Linh Dan Pham)
    - Beste Filmmusik
    - Beste Kostüme (Gabriella Pescucci und Pierre-Yves Gayraud)
    - Bester Schnitt

### Weitere
Goya 1993
- Bester europäischer Film

National Board of Review Awards 1992
- Bester fremdsprachiger Film

Political Film Society 1994
- Bester demokratischer Film
- nominiert in der Kategorie Menschenrechte